# If I Give You My Humbleness, Don't Take Away My Pride
If I Give You My Humbleness, Don't Take Away My Pride är en dansk-svensk kortfilm från 1999 i regi av Karin Westerlund. Den producerades av Vibeke Windeløv och Mette Nelund för Zentropa Entertainments ApS. Fotograf var Kamal Abdel Aziz och klippare Maria Mac Dalland. I rollerna ses Gunilla Röör och Ashraf Abdel Baki. Den premiärvisades den 29 januari 1999 på Göteborgs filmfestival.